# جان فرانسوا رودريجيز
جان فرانسوا رودريجيز (بالفرنسية: Jean-François Rodriguez)‏ ولد بتاريخ 19 ديسمبر 1957 في فرنسا، هو دراج فرنسي سابق.

## روابط خارجية
- جان فرانسوا رودريجيز على موقع أرشيف الدراجات (الإنجليزية)
- جان فرانسوا رودريجيز على موقع إحصائيات الدراجات الإحترافية (الإنجليزية)